# Smučarski teki na Zimskih olimpijskih igrah 1984
Smučarski teki na Zimskih olimpijskih igrah 1984.

## Dobitniki medalj

### Moški
| Tekma           | Zlato                                                                  | Srebro                                                                                          | Bron                                                                   |
| 15 km           | Gunde Svan                                                             | Aki Karvonen                                                                                    | Harri Kirvesniemi                                                      |
| 30 km           | Nikolaj Zimjatov                                                       | Aleksander Zavjalov                                                                             | Gunde Svan                                                             |
| 50 km           | Thomas Wassberg                                                        | Gunde Svan                                                                                      | Aki Karvonen                                                           |
| 4×10 km štafeta | Švedska · Thomas Wassberg · Benny Kohlberg · Jan Ottosson · Gunde Svan | Sovjetska zveza · Aleksander Batjuk · Aleksander Zavjalov · Vladimir Nikitin · Nikolaj Zimjatov | Finska · Kari Ristanen · Juha Mieto · Harri Kirvesniemi · Aki Karvonen |

### Ženske
| Tekma          | Zlato                                                                          | Srebro                                                                             | Bron                                                                                 |
| 5 km           | Marja-Liisa Hämäläinen                                                         | Berit Aunli                                                                        | Květa Jeriová                                                                        |
| 10 km          | Marja-Liisa Hämäläinen                                                         | Raisa Smetanina                                                                    | Britt Pettersen                                                                      |
| 20 km          | Marja-Liisa Hämäläinen                                                         | Raisa Smetanina                                                                    | Anne Jahren                                                                          |
| 4×5 km štafeta | Norveška · Inger Helene Nybråten · Anne Jahren · Britt Pettersen · Berit Aunli | Češkoslovaška · Dagmar Švubová · Blanka Paulů · Gabriela Svobodová · Květa Jeriová | Finska · Pirkko Määttä · Eija Hyytiäinen · Marjo Matikainen · Marja-Liisa Hämäläinen |